# Danielle Collins
Danielle Rose Collins (St. Petersburg, Florida, 1993. december 13. –) amerikai hivatásos teniszezőnő.
Kétszeres amerikai egyetemi bajnok. A Virginiai Egyetemen szerzett diplomát, és csak ezt követően 2016 óta szerepel a profik között.
2009-ben játszott először ITF-tornán. Első ITF-tornagyőzelmét 2011-ben aratta. 2014-ben a US Openen szerepelt először szabad kártyával Grand Slam-tornán, ahol az első körben a második kiemelt Simona Haleptől szenvedett három játszmában vereséget.
Egyéniben négy WTA- és egy WTA 125K torna győztese, emellett még négy ITF-tornán végzett az első helyen. Párosban egy WTA-tornagyőzelmet aratott. Legjobb egyéni világranglista-helyezése a 7. hely, amelyre 2022. július 11-én került, párosban a legjobbját, a 79. helyezést 2023. október 9-én érte el.
A legjobb Grand Slam-eredményét egyéniben a 2022-es Australian Openen érte el, ahol a döntőbe jutott, és ott Ashleigh Bartytól szenvedett vereséget. Ezzel az eredményével akkor a világranglista 10. helyére ugrott. Párosban a legjobb eredménye a 2022-es wimbledoni teniszbajnokságon elért elődöntő.
2018-tól az Amerikai Egyesült Államok Fed-kupa-válogatottjának tagja.

## Grand Slam döntői

### Egyéni

#### Elveszített döntői (1)
| Év   | Bajnokság       | Borítás | Ellenfél       | Eredmény    |
| ---- | --------------- | ------- | -------------- | ----------- |
| 2022 | Australian Open | Kemény  | Ashleigh Barty | 3–6, 6–7(2) |

## WTA döntői

### Egyéni

#### Győzelmei (4)
| Összesítés                   |
| Grand Slam-torna (0)         |
| WTA 1000 (kötelező)* (1)     |
| WTA 1000 (nem kötelező)* (0) |
| WTA 500* (2)                 |
| WTA 250* (1)                 |

| No. | Dátum              | Torna                                 | Borítás      | Ellenfél            | Eredmény          | Megj. |
| --- | ------------------ | ------------------------------------- | ------------ | ------------------- | ----------------- | ----- |
| 1.  | 2021. július 25.   | Palermo Ladies Open, Palermo          | Salak        | Elena-Gabriela Ruse | 6–4, 6–2          |       |
| 2.  | 2021. augusztus 8. | Silicon Valley Classic, San José, USA | Kemény       | Darja Kaszatkina    | 6–3, 6–7(10), 6–1 |       |
| 3.  | 2024. március 31.  | Miami Open, Miami, USA                | Kemény       | Jelena Ribakina     | 7–5, 6–3          |       |
| 4.  | 2024. április 7.   | Charleston Open, Charleston, USA      | Salak (zöld) | Darja Kaszatkina    | 6–2, 6–1          |       |

#### Elveszített döntői (2)
| No. | Dátum            | Torna                                                   | Borítás | Ellenfél       | Eredmény    | Megj.     |
| --- | ---------------- | ------------------------------------------------------- | ------- | -------------- | ----------- | --------- |
| 1.  | 2022. január 29. | Australian Open, Melbourne, Ausztrália                  | Kemény  | Ashleigh Barty | 3–6, 6–7(2) | részletek |
| 2.  | 2024. május 26.  | Internationaux de Strasbourg, Strasbourg, Franciaország | Salak   | Madison Keys   | 1–6, 2–6    |           |

### Páros

#### Győzelmei (1)
| Összesítés                   |
| Grand Slam-torna (0)         |
| WTA 1000 (kötelező)* (0)     |
| WTA 1000 (nem kötelező)* (0) |
| WTA 500* (1)                 |
| WTA 250* (0)                 |

| No. | Dátum            | Torna                                                  | Borítás | Partner          | Ellenfél                    | Eredmény          | Megj. |
| --- | ---------------- | ------------------------------------------------------ | ------- | ---------------- | --------------------------- | ----------------- | ----- |
| 1.  | 2021. július 25. | Charleston Open, Charleston, Amerikai Egyesült Államok | Salak   | Desirae Krawczyk | Giuliana Olmos Sibahara Ena | 0–6, 6–4, [14–12] |       |

#### Elveszített döntői (1)
| No. | Dátum                | Torna                                                | Borítás | Partner         | Ellenfél                              | Eredmény | Megj. |
| --- | -------------------- | ---------------------------------------------------- | ------- | --------------- | ------------------------------------- | -------- | ----- |
| 1.  | 2023. szeptember 16. | San Diego Open, San Diego, Amerikai Egyesült Államok | Kemény  | Coco Vandeweghe | Barbora Krejčíková Kateřina Siniaková | 1–6, 4–6 |       |

## WTA 125K döntői

### Egyéni

#### Győzelmei (1)
|    | Dátum            | Torna                                                        | Borítás | Ellenfél a döntőben | Eredmény a döntőben | Eredmény a döntőben |
| 1. | 2018. január 28. | Oracle Challenger Series − Newport Beach, Newport Beach, USA | Kemény  | Szofja Zsuk         | 2–6, 6–4, 6–3       |                     |

## ITF döntői

### Egyéni: 8 (4 győzelem, 4 döntő)
| Díjazás                     |
| --------------------------- |
| $100,000 torna (0–0)        |
| $75,000/$80,000 torna (0–1) |
| $50,000/$60,000 torna (0–2) |
| $25,000 torna (3–1)         |
| $10,000/$15,000 torna (1–0) |

| Borításonként |
| ------------- |
| Kemény (2–2)  |
| Salak (2–2)   |
| Fű (0–0)      |
| Szőnyeg (0–0) |

| Eredmény | Gy-V | Dátum              | Torna                           | Borítás | Ellenfél          | Eredmény      |
| -------- | ---- | ------------------ | ------------------------------- | ------- | ----------------- | ------------- |
| Győztes  | 1–0  | 2011. október 9.   | Williamsburg, Egyesült Államok  | Salak   | Nika Kukharchuk   | 6–1, 6–3      |
| Győztes  | 2–0  | 2016. október 2.   | Stillwater, Egyesült Államok    | Kemény  | Caroline Dolehide | 1–0 feladta   |
| Döntős   | 2–1  | 2016. október 30.  | Macon, Egyesült Államok         | Kemény  | Kayla Day         | 1–6, 3–6      |
| Döntős   | 2–2  | 2017. május 7.     | Charleston, Egyesült Államok    | Salak   | Madison Brengle   | 6–4, 2–6, 3–6 |
| Döntős   | 2–3  | 2017. május 13.    | Naples, Egyesült Államok        | Salak   | Claire Liu        | 3–6, 1–6      |
| Győztes  | 3–3  | 2017. június 11.   | Bethany Beach, Egyesült Államok | Salak   | Lauren Embree     | 6–1, 6–0      |
| Döntős   | 3–4  | 2017. november 5.  | Tyler, Egyesült Államok         | Kemény  | Kristie Ahn       | 4–6, 4–6      |
| Győztes  | 4–4  | 2017. november 19. | Norman, Egyesült Államok        | Kemény  | Sachia Vickery    | 1–6, 6–3, 6–4 |

### Páros: 2 (0–2)
| Díjazás                     |
| --------------------------- |
| $100,000 torna (0–0)        |
| $75,000/$80,000 torna (0–0) |
| $50,000/$60,000 torna (0–1) |
| $25,000 torna (0–1)         |
| $10,000/$15,000 torna (0–0) |

| Borításonként |
| ------------- |
| Kemény (0–0)  |
| Salak (0–2)   |
| Fű (0–0)      |
| Szőnyeg (0–0) |

| Eredmény | Gy-V | Dátum             | Torna                             | Borítás | Partner         | Ellenfelek                   | Eredmény    |
| -------- | ---- | ----------------- | --------------------------------- | ------- | --------------- | ---------------------------- | ----------- |
| Döntős   | 0–1  | 2017. április 30. | Charlottesville, Egyesült Államok | Salak   | Madison Brengle | Jovana Jakšić Catalina Pella | 4–6, 6–7(5) |
| Döntős   | 0–2  | 2017. május 13.   | Naples, Egyesült Államok          | Salak   | Taylor Townsend | Emina Bektas Sanaz Marand    | 6–7(1), 1–6 |

## Eredményei Grand Slam-tornákon

### Egyéniben
| Grand Slam | Australian Open | Australian Open   | Roland Garros | Roland Garros      | Wimbledon      | Wimbledon          | US Open        | US Open            |
| Év         | Eredmény        | Utolsó ellenfél   | Eredmény      | Utolsó ellenfél    | Eredmény       | Utolsó ellenfél    | Eredmény       | Utolsó ellenfél    |
| 2014       | –               | –                 | –             | –                  | –              | –                  | 1. kör         | Simona Halep       |
| 2015       | –               | –                 | –             | –                  | –              | –                  | –              | –                  |
| 2016       | –               | –                 | –             | –                  | –              | –                  | 1. kör         | J Rogyina          |
| 2017       | –               | –                 | –             | –                  | Selejtező (Q1) | Selejtező (Q1)     | Selejtező (Q1) | Selejtező (Q1)     |
| 2018       | Selejtező (Q3)  | Selejtező (Q3)    | 1. kör        | Caroline Wozniacki | 1. kör         | Elise Mertens      | 1. kör         | A Szabalenka       |
| 2019       | Elődöntő        | Petra Kvitová     | 2. kör        | Ashleigh Barty     | 3. kör         | Petra Martić       | 2. kör         | Caroline Wozniacki |
| 2020       | 2. kör          | Julija Putyinceva | Negyeddöntő   | Sofia Kenin        | elmaradt       | elmaradt           | 1. kör         | Anett Kontaveit    |
| 2021       | 2.kör           | Karolína Plíšková | 3. kör        | Serena Williams    | 2. kör         | Viktorija Golubic  | 3. kör         | Arina Szabalenka   |
| 2022       | Döntő           | Ashleigh Barty    | 2. kör        | Shelby Rogers      | 1. kör         | Marie Bouzková     | 4. kör         | Arina Szabalenka   |
| 2023       | 3.kör           | Jelena Ribakina   | 1. kör        | Jessica Pegula     | 2. kör         | Belinda Bencic     | 2. kör         | Elise Mertens      |
| 2024       | 2. kör          | Iga Świątek       | 2. kör        | Olga Danilović     | 4. kör         | Barbora Krejčíková | 1. kör         | Caroline Dolehide  |
| 2025       | 3. kör          | Madison Keys      | 2. kör        | Olga Danilović     | 3. kör         | Iga Świątek        |                |                    |

### Párosban
| Grand Slam | Australian Open         | Australian Open                       | Roland Garros             | Roland Garros                   | Wimbledon                  | Wimbledon                       | US Open                 | US Open                          |
| Év         | Eredmény Partner        | Utolsó ellenfél                       | Eredmény Partner          | Utolsó ellenfél                 | Eredmény Partner           | Utolsó ellenfél                 | Eredmény Partner        | Utolsó ellenfél                  |
| 2018       | –                       | –                                     | –                         | –                               | 1. kör Jessica Moore       | V Kugyermetova Arina Szabalenka | 2. kör Naomi Broady     | Bacsinszky Tímea Vera Zvonarjova |
| 2019       | 1. kör Amanda Anisimova | Raquel Atawo Katarina Srebotnik       | 2. kör Sabrina Santamaria | Samantha Stosur Csang Suaj      | Negyeddöntő B Mattek-Sands | Gabriela Dabrowski Hszü Ji-fan  | 3. kör Ellen Perez      | Viktória Kužmová A Szasznovics   |
| 2020       | 2. kör Alicja Rosolska  | Aojama Súko Sibahara Ena              | –                         | –                               | elmaradt                   | elmaradt                        | –                       | –                                |
| 2021       | –                       | –                                     | 1. kör Madison Brengle    | Darija Jurak Andreja Klepač     | –                          | –                               | –                       | –                                |
| 2022       | 3. kör Desirae Krawczyk | Barbora Krejčíková Kateřina Siniaková | 1. kör Julija Putyinceva  | Monica Niculescu A Van Uytvanck | Elődöntő Desirae Krawczyk  | Elise Mertens Csang Suaj        | –                       | –                                |
| 2023       | 1. kör Heather Watson   | Marta Kosztyuk E-G Ruse               | 1. kör Emma Navarro       | Storm Hunter Elise Mertens      | 1. kör Alison Riske        | Ana Bogdan Jaqueline Cristian   | 2. kör Nagyija Kicsenok | Tatjana Maria Arantxa Rus        |
| 2024       | 1. kör Nagyija Kicsenok | Elina Avaneszjan Irina Simanovics     | –                         | –                               | –                          | –                               | –                       | –                                |
| 2025       | 1. kör Desirae Krawczyk | Gabriela Dabrowski Erin Routliffe     |                           |                                 |                            |                                 |                         |                                  |

## Év végi világranglista-helyezései
| Év     | 2011 | 2012 | 2013 | 2014 | 2015 | 2016  | 2017 | 2018 | 2019 | 2020 | 2021 | 2022 | 2023 | 2024 |
| Egyéni | 608. | −    | −    | 950. | −    | 281.  | 167. | 36.  | 31.  | 45.  | 29.  | 14.  | 55.  | 11.  |
| Páros  | −    | −    | −    | −    | −    | 1010. | 526. | 410. | 102. | 96.  | 488. | 287. | 84.  | 527. |